# Perseo di Cizio
Perseo di Cizio (in greco antico: Περσαῖος?, Persàios; Cizio, 307/6 a.C. – 243 a.C.) è stato un filosofo stoico greco antico, figlio di Demetrio, amico e studente preferito di Zenone di Cizio.

## Biografia
Perseo visse nella stessa abitazione di Zenone. Gli scrittori successivi riportano che il filosofo era stato schiavo dello stesso Zenone e che originariamente era stato un amanuense inviato a Zenone da Antigono II Gonata. Tuttavia, la fonte di questa storia sembra essere un commento sarcastico, riguardante Perseo, di Bione di Boristene, che, alla vista di una statua di Perseo che riportava l'inscrizione "Perseo, l'allievo di Zenone", sghignazzò che essa doveva riportare "Perseo, il servitore di Zenone".
È noto che Antigono II Gonata invitò Zenone presso la sua corte, a Pella, intorno al 276 a.C. Zenone rifiutò a causa della sua età avanzata mandando invece i suoi studenti Perseo e Filonide di Tebe. Perseo divenne una figura di spicco alla corte macedone. Dopo la presa di Corinto, intorno al 244 a.C., da parte di Antigono, il filosofo assunse il controllo della città in qualità di arconte. Morì poi nel 243 a.C. difendendo la città dagli attacchi portati da Arato di Sicione.

## Opere
Nessuno scritto di Perseo è giunto a noi, ad eccezione di pochi frammenti. Diogene Laerzio attribuisce al filosofo le seguenti opere:
- Ἠθικαῖς σχολαῖς (La scuola etica)
- Περὶ βασιλείας (Sul potere sovrano)
- Πολιτεία Λακωνική (La costituzione dei Lacedemoni)
- Περὶ γάμου (Sul matrimonio)
- Περὶ ἀσεβείας (Sull'empietà)
- Θυέστης
- Περὶ ἐρώτων (Sull'amore)
- Προτρεπτικοί (Esortazioni)
- Διατριβῶν (Conversazioni)
- Χρειῶν
- Ἀπομνημονεύματα (Reminiscenze)
- Πρὸς τοὺς Πλάτωνος νόμους (Le Leggi di Platone)